# Juan Tamariz
Juan Manuel Tamariz-Martel Negrón (Madrid, 18 ottobre 1942) è un illusionista spagnolo specializzato nella magia da scena e nel close up ed in particolare nella cartomagia che mette in scena nei suoi spettacoli che sono brillanti ed umoristici.

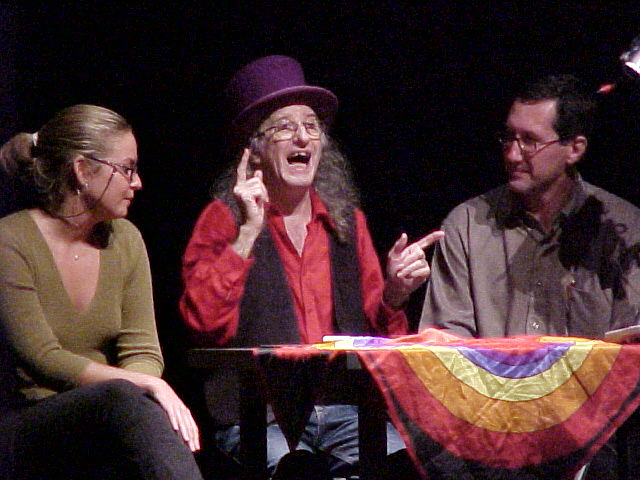
Juan Tamariz

Più volte riconosciuto come uno dei migliori prestigiatori nella sua specialità e incluso come «il miglior mago ai giorni nostri» in generale, soprattutto dopo aver conseguito il "Primo premio mondiale di Cartomagia"(Parigi, 1973).
Ha anche pubblicato un gran numero di libri per professionisti del settore o divulgativi, ed è considerato internazionalmente come uno dei più influenti prestigiatori del ventesimo secolo.

## Opere
- Juan Tamariz, Monedas, monedas... (y monedas): rutina mágica de monedas, Cymys, 1969, ISBN 978-84-85060-36-8.
- Ramón Varela e Juan Tamariz, Truki-cartomagia, Cymys, 1970.
- Juan Tamariz, Aprenda Usted Magia, Cymys, 1973, ISBN 978-84-85060-24-5.
- Juan Tamariz, Magia en el bar, Cymys, 1975, ISBN 978-84-85060-37-5.
- Juan Tamariz, Magicolor: (la magia del cambio de color), Cymys, 1977, ISBN 978-84-85060-14-6.
- Juan Tamariz, El método simbólico, 1978, ISBN 978-2-914983-31-0.
- Juan Tamariz, Enciclopedia del forzaje, 1980.
- Juan Tamariz, Los cinco puntos mágicos, Producciones Mágicas Tamariz, 2005  [1981], ISBN 978-84-931508-3-9.
- Juan Tamariz e Ramón Mayrata, Por arte de magia: Historia de los autómatas precedida de la historia de la prestidigitación y manipulación, Puntual, 1982, ISBN 978-84-86057-03-9.
- Juan Tamariz, La vía mágica, Frakson, 1987, ISBN 84-85869-57-5.
- Juan Tamariz, Sonata, Frakson, 1989, ISBN 978-84-86861-07-0.
- Juan Tamariz, Secretos de magia potagia. Volumen 2 de La biblioteca encantada de Juan Tamariz, Frakson, 1990, ISBN 978-84-86861-13-1.
- Juan Tamariz e Ramón Mayrata, La sangre del turco. Volumen 3 de La biblioteca encantada de Juan Tamariz, Frakson, 1990, ISBN 978-84-86861-14-8.
- Juan Tamariz, El mundo mágico de Tamariz, Ediciones del Prado, 1991, ISBN 978-84-7838-141-8.
- Juan Tamariz, El mundo mágico de Juan Tamariz, El Prado, 1992, ISBN 978-84-7838-140-1.
- Juan Tamariz, La magia del falso pulgar: (teoría, técnica y práctica), Producciones Mágicas Tamariz, 2009  [1992], ISBN 978-84-931508-6-0.
- (EN) Juan Tamariz e Jim Krenz, El control perpendicular de Tamariz, 1994.
- Juan Tamariz, Sinfonía en mnemónica mayor: la baraja mnemónica de Tamariz. Volumen 2 de Música bruja, Producciones Mágicas Tamariz, 2000, ISBN 978-84-931508-1-5.
- Juan Tamariz e Gema Navarro, Por arte de verbimagia, Producciones Mágicas Tama, 2005, ISBN 978-84-931508-4-6.
- Juan Tamariz, La vía mágica, 2ª Edición corregida, Madrid, Frakson, 2011, ISBN 978-84-931508-7-7.